# آبشار بارون
آبشار بارون (به انگلیسی: Barron Falls) آبشاری است که در استرالیا واقع شده و ارتفاع کلی ریزشگاه آن ۲۶۰ متر است.